# Eduardo León y Ortiz
Eduardo León y Ortiz (Valencia, 29 de septiembre de 1846 - Madrid, 9 de septiembre de 1914) fue un astrónomo y matemático español.
Doctor en ciencias exactas, en 1877 obtuvo la cátedra de complementos de álgebra, geometría, trigonometría y geometría analítica en la Universidad de Granada . De 1878 a 1882 fue catedrático de las mismas materias en la Universidad de Valencia . En 1882 obtuvo la cátedra de geodesia en la Universidad Central de Madrid, que ocupó hasta su muerte en 1914. Fue astrónomo del Real Observatorio de Madrid . 
Académico de la Real Academia de Ciencias Exactas, Físicas y Naturales(1907), no llegó a tomar posesión. Tradujo al castellano el Tratado de Geodesia de Alexander Ross Clarke y con Eduardo Sánchez Pardo tradujo el Tratado elemental de física experimental y aplicada y de meteorología de Adolphe Ganot . Fue director de las revistas Las Ciencias de la Naturaleza y Archivos de Matemática. 

## Obras
- De la figura de la tierra (1890)